# Mellangölen (Kättilstads socken, Östergötland)
Mellangölen är en sjö i Kinda kommun i Östergötland och ingår i Motala ströms huvudavrinningsområde.